# Гейнс Тауншип (округ Тайога, Пенсільванія)
Гейнс Тауншип (англ. Gaines Township) — селище (англ. township) в США, в окрузі Тайога штату Пенсільванія. Населення — 608 осіб (2020).

## Демографія
Згідно з переписом 2010 року, у селищі мешкали 542 особи в 253 домогосподарствах у складі 156 родин. Було 770 помешкань
Расовий склад населення:
| - 98,9 % — білих - 0,2 % — вихідців з тихоокеанських островів - 0,2 % — корінних американців |

До двох чи більше рас належало 0,7 %. Частка іспаномовних становила 0,6 % від усіх жителів.
За віковим діапазоном населення розподілялося таким чином: 13,8 % — особи молодші 18 років, 60,6 % — особи у віці 18—64 років, 25,6 % — особи у віці 65 років та старші. Медіана віку мешканця становила 54,0 року. На 100 осіб жіночої статі у селищі припадало 97,1 чоловіків;  на 100 жінок у віці від 18 років та старших — 93,0 чоловіків також старших 18 років.
Середній дохід на одне домашнє господарство  становив 51 805 доларів США (медіана — 41 932), а середній дохід на одну сім'ю — 60 027 доларів (медіана — 54 375). Медіана доходів становила 41 176 доларів для чоловіків та 30 313 долари для жінок. За межею бідності перебувало 20,1 % осіб, у тому числі 22,1 % дітей у віці до 18 років та 12,9 % осіб у віці 65 років та старших.
Цивільне працевлаштоване населення становило 267 осіб. Основні галузі зайнятості: виробництво — 19,9 %, освіта, охорона здоров'я та соціальна допомога — 11,6 %, будівництво — 11,2 %, роздрібна торгівля — 10,9 %.